# 留冬藍名
留冬 藍名（るとう あいな、3月6日 - ）は、日本の女性声優。兵庫県出身。81プロデュース所属。

## 略歴
大阪アニメ・声優&eスポーツ専門学校の声優コース5期生。2020年4月1日より81プロデュースに所属。
2019年5月30日から2020年3月30日まで、81プロデュースおよびシンエイ動画により2019年4月より開設されたYouTubeチャンネル「What 声 You?」のオーディション企画「アイドールズプロジェクト」にてテレビアニメ『アイドールズ!』のメインキャストを決定するオーディションが行われ、最終審査の結果から同作のあいな役に決定した。また、同作品のメインキャストの内、水野亜美と花岡志織は81プロデュースの同期でもある。

## 人物
趣味・特技として、カフェ巡り、アニメ・舞台鑑賞、スノーボードをそれぞれ挙げている。方言は神戸弁、兵庫弁、関西弁。

## 出演
太字はメインキャラクター。

### テレビアニメ
- アイドールズ!（2021年、あいな[9]）
- アイ★チュウ（2021年、観客J）
- やくならマグカップも（2021年、女子生徒[10]、店員[11]、竹田和己[12]、児童D[13]） - 2シリーズ[一覧 1]
- デュエル・マスターズ キングMAX（2022年、生徒D[14]）
- 菜なれ花なれ（2024年、鷹ノ咲高校チア部、桜城女学園新体操部、クラスメイト[15]）

### 劇場アニメ
- 漁港の肉子ちゃん（2021年、明智 他[16]）
- すずめの戸締まり（2022年）[17]

### Webアニメ
- マッシュマッシュとなかまたち（2022年、トドラー[18]）

### ゲーム
- とある魔術の禁書目録 幻想収束（2021年 - 2023年、牧上小牧[19][20]）
- 時空の絵旅人（2024年、ジェーン[21]）

### ドラマCD
- とある魔術の禁書目録外伝 とある科学の心理掌握 第1巻CD付き特装版（2022年、牧上小牧[22]）

### テレビ番組
※はインターネット配信。
- What 声 you？（2019年 - 2020年、YouTube※） - チームサザンカ「あいごん」として出演。
- アイドールズのすたでぃ4U！（2020年 - 2021年、ニコニコ生放送・YouTube※）
- わたしたちサバゲーはじめました（2024年5月26日 - 2024年7月21日、81PRODUCE OFFICIAL FAN CLUB ～声いっぱいをあなたに～[23][24]※）
- 81プロデュースとコラボ企画!?美少女声優たちがエアガンに初挑戦！厚木那奈美・白田千尋・留冬藍名がシューティングに挑む！"わたしたちサバゲーはじめました#1.5"（2024年5月27日、YouTube[25]※）

### オーディオブック
- 董白伝〜魔王令嬢から始める三国志〜（2021年、姫静 他[26]）
- きゃくほんかのセリフ!（2022年、野崎美和 他[27]）
- 友人キャラは大変ですか? 2（2022年、忌綺 他[28]）
- 育ちざかりの教え子がやけにエモい（2022年、瀬川菜月[29]）
- 花咲けるエリアルフォース（2023年、吉田神楽[30]）
- 黒川さんには悪役は似合わない（2023年、宝城葉月[31]）
- 現実でラブコメできないとだれが決めた?（2023年、大月美希ほか[32]）

## ディスコグラフィ

### キャラクターソング
| 発売日        | 商品名         | 歌             | 楽曲               | 備考                                             |
| ------------- | -------------- | -------------- | ------------------ | ------------------------------------------------ |
| 2021年3月17日 | WE ARE THE ONE | アイドールズ！ | 「WE ARE THE ONE」 | テレビアニメ『アイドールズ！』オープニングテーマ |
| 2021年3月17日 | WE ARE THE ONE | アイドールズ！ | 「夢みてさめても」 | テレビアニメ『アイドールズ！』エンディングテーマ |
| 2021年3月17日 | WE ARE THE ONE | アイドールズ！ | 「Special Story」  | テレビアニメ『アイドールズ！』挿入歌             |

### シリーズ一覧
1. ↑  第1期（2021年）、第2期『二番窯』（2021年）

### ユニットメンバー
1. ↑  あいな（留冬藍名）、あみ（水野亜美）、しおり（花岡志織）、るか（屋代瑠花）